# Caranguejeira
Caranguejeira ist eine Gemeinde (Freguesia) im portugiesischen Kreis (Concelho) von Leiria. In ihr leben 4331 Einwohner (Stand 19. April 2021).

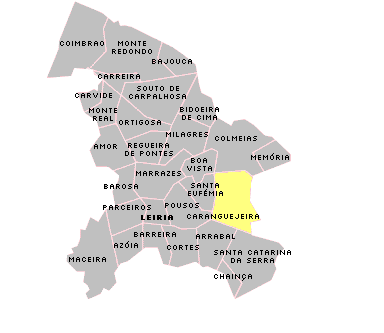
Lage der Gemeinde im Kreis Leiria

## Geschichte
Die Gemeinde wurde im 16. Jahrhundert durch Abspaltung von der Gemeinde Espite geschaffen. 2001 wurde der Ort zur Vila (Kleinstadt) erhoben.
Lagar Velho ist ein Abri im Lapedotal, wo das Kind von Lagar Velho gefunden wurde.

## Kultur und Sehenswürdigkeiten
Neben der Grundschule, einem Steinkreuz und der Kapelle Ermida de São Bartolomeu, zählt auch die im 18. Jahrhundert errichtete Gemeindekirche Igreja Paroquial de Caranguejeira (auch Igreja de São Cristóvão) zu den Baudenkmälern der Gemeinde.

## Verwaltung

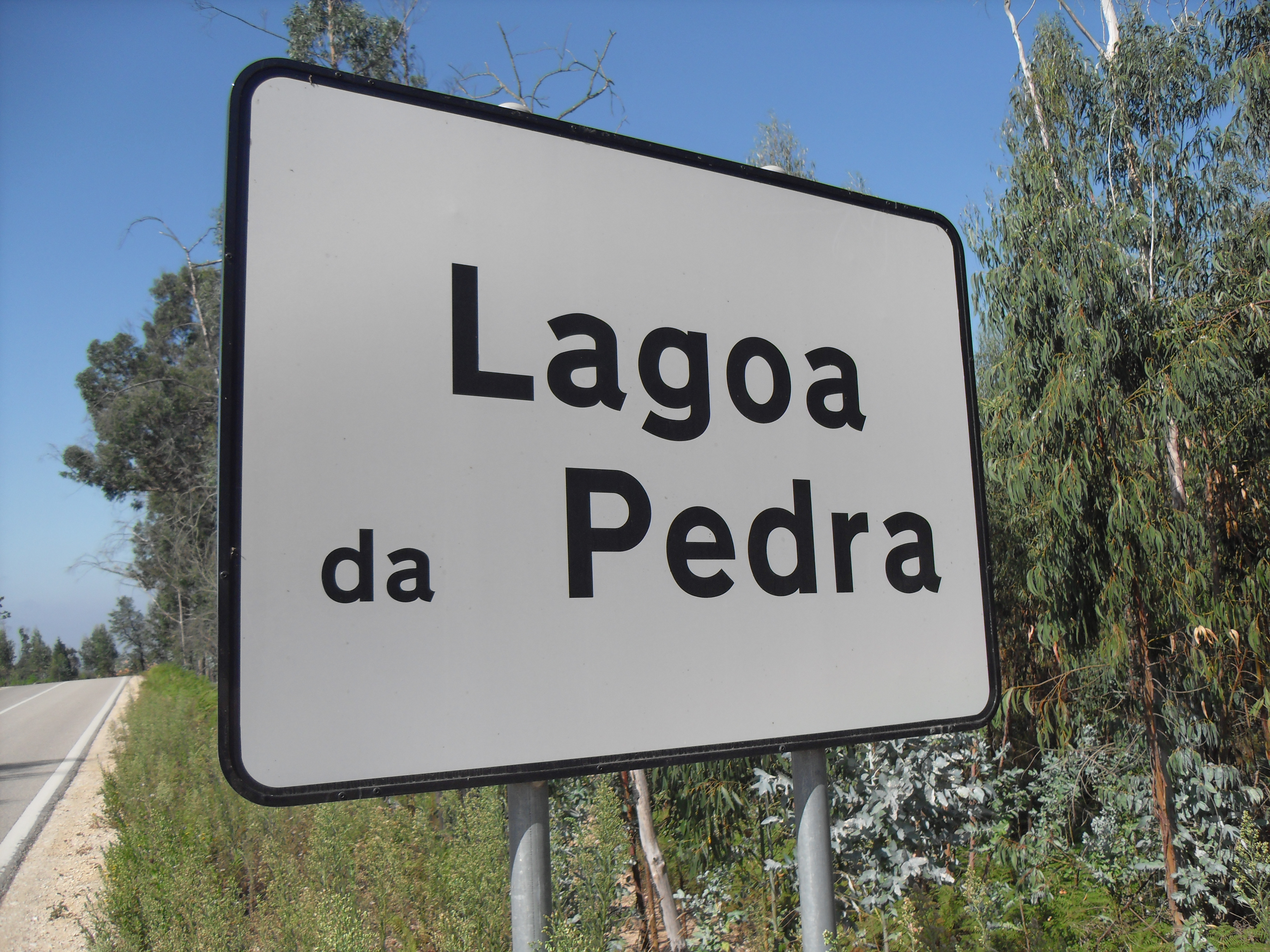
Ortseingangsschild von Lagoa da Pedra

Caranguejeira ist Sitz einer gleichnamigen Gemeinde. Die Nachbargemeinden sind (im Norden beginnend im Uhrzeigersinn) Colmeias, Memória, Espite, Matas, Cercal, Arrabal, Pousos, Santa Eufémia und Boa Vista.
Folgende Orte liegen in der Gemeinde Caranguejeira:
| - Caldelas - Canais - Campinos - Caranguejeira - Casal da Cruz - Casal Vermelho - Freiria - Grinde - Lameiras - Leão - Longra - Opeia | - Outeiro de Caldelas - Palmeiria - Pereiras - Souto de Cima - Souto do Meio - Tubaral - Vale Covo - Vale da Catarina - Vale da Rosa - Vale Sobreiro - Lagoa da Pedra (zum Teil, weitere Ortsteile gehören zu Colmeias, Matas und Espite) |

## Söhne und Töchter
- Joaquim Carreira das Neves (* 1934), Theologe
- Almerindo da Silva Marques (* 1939), Ökonom und Manager